# Marcaje de núcleo
El marcaje de núcleo es un recurso morfosintáctico que usan ciertas lenguas para distinguir las relaciones gramaticales de cada palabra o constituyente dentro de un sintagma, consistente en añadir o colocar adyacentemente una marca al núcleo del sintagma. Así, quien realiza la función de núcleo y quien la de complemento del núcleo se desambigua gracias a que el núcleo tiene una marca especial. 
El marcaje de núcleo es una de las posibilidades elegidas por las lenguas para marcar morfológicamene las relaciones gramaticales. Otras posibilidades son el marcaje de complemento y el doble marcaje. El marcaje nulo (o zero-marking en inglés) es otra posibilidad en la que se usa el orden de constituyentes más que la existencia de marcas explícitas.

## Ejemplos
En un sintagma nominal, el núcleo es el nombre principal y los modificadores o complementos son los adjetivos, los posesivos y las oraciones de relativo. En una lengua con marcaje de núcleo, el núcleo es el que tendría una marca especial.
Un ejemplo de lengua que sistemáticamente usa el marcaje de núcleo es el náhuatl de México o las lenguas yê del Amazonas:
(1) sɔti j-akoa
[animal [M-boca]]
'[la boca [del animal]]'
(2) sɔti j-õtɔ
[animal [M-lengua]]
'[la lengua [del animal]]'
(3) ī-cihuatl oquichtli
[[su-mujer] hombre]
'su-mujer del hombre' = 'la esposa del hombre'
Los ejemplos (1) y (2) proceden del panará, una lengua yê, donde el núcleo del sintagma nominal se marca habitualmente con j-. El ejemplo (3) procede del náhuatl e ī- es una marca de posesión. Estos tres ejemplos contrastan con la formación en español, donde se tiene marcaje del modificador que es introducido por la marca o la preposición de.
En las lenguas indoeuropeas, abunda más el marcaje del complemento o marcaje del dependiente, aunque la tipología de marcaje de núcleo no es desconocida y se encuentra por ejemplo en el persa:
(4) ketāb-e mán
libro-M yo
'mi libro'
(5) gòl-e róz
flor-M rosa
'la [flor] rosa'
(6) dars-e haftom
lección-M séptima
'la séptima lección'
(7) xānom-e Hasán
señor-M Hasán
'el señor Hasán'